# Центральнокилиманджарский язык
Центральнокилиманджарский язык (Central Chaga, Central Kilimanjaro) — язык семьи банту, на котором говорит народ джагга (чага), проживающий в области Килиманджаро в Танзании.
У языка есть диалекты:
- моши (Old Moshi, моси, мочи, моши, кимочи, кимоши)
- уру
- мбокому
- вунджо (вунджо, вуунджо, кивунджо), включая рува (кирува), лема (килема), мамба, морангу (марангу) и мвика.
- диалектный континуум чага: ромбо, мочи и мачаме

Моши, на котором говорит 600.000 человек, язык группы чага культурной столицы, Моши, является престижным диалектом языков чага.